# 1558 год в науке
В 1558 году произошли различные научные и технологические события, некоторые из которых представлены ниже.

## События
- Ноябрь — Томас Грешем сформулировал экономический Закон Грешема[1][2]
- (Апрель—декабрь) — Английский исследователь, купец и дипломат Энтони Дженкинсон, первый полномочный посол Англии в России, с разрешения царя совершил путешествие из Москвы в Казань, Астрахань (только что разрушенную Тамерланом) и Бухару, пытаясь (безуспешно) обеспечить безопасный сухопутный доступ в Индию[1] Он первым из англичан отметил, что Амударья изменила своё течение и теперь впадает в Аральское море[3].

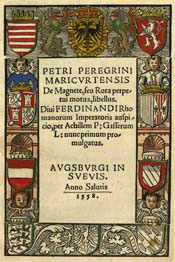
Первоиздание книги Марикура о магнитах

## Публикации
- Конрад Геснер: третий том (из пяти) своей энциклопедии животных, Historiae animalium : liber IIII. qui est de Piscium & aquatilium animantium natura.
- Пьер Пелерен де Марикур опубликовал трактат Epistola de magnete. Этот труд оказал большое влияние на развитие средневековой физики и многократно переиздавался.
- Джамбаттиста Делла Порта издал в Неаполе научно-популярную книгу Magia Naturalis.
- Венецианский композитор Джозеффо Царлино подробно описал среднетоновый строй в трактате Le istitutioni harmoniche[1].
- Адриан Юниус:Adagia, учебное пособие по лингвистике.

## Родились
См. также: Категория:Родившиеся в 1558 году
- Оливье ван Ноорт, голландский мореплаватель и пират (ум. в 1627 году).

## Скончались
См. также: Категория:Умершие в 1558 году
- 6 марта — Лука Гаурико, итальянский священник, астроном и астролог, один из самых популярных астрологов XVI века (род. в 1476 году).
- 26 апреля — Жан Фернель, французский врач (род. в 1497 году).
- 21 октября — Юлий Цезарь Скалигер, итало-французский гуманист, философ, филолог, естествоиспытатель, врач, астролог, поэт (род. в 1484 году).
- Альвар Нуньес Кабеса де Вака, испанский конкистадор, исследователь Америки (род. между 1488 и 1492 годами).
- Роберт Рекорд, валлийский математик и врач, придумавший современный знак равенства (род. в 1510 или в 1512 году).